# Cuarta trebeliánica
Cuarta trebeliánica es el derecho que tiene el heredero fiduciario de deducir para sí la cuarta parte líquida de los bienes de la herencia antes de restituirlos al fideicomisario. 
El heredero fiduciario debe imputar en dicha cuarta las cosas que el testador le hubiere dejado y los frutos percibidos de la herencia antes de la restitución; como también pagar a prorrata las deudas del difunto juntamente con el heredero fideicomisario.
Se llama trebeliánica por haberla establecido entre los romanos el senado consulto Trebeliano.